# Музыка Словакии

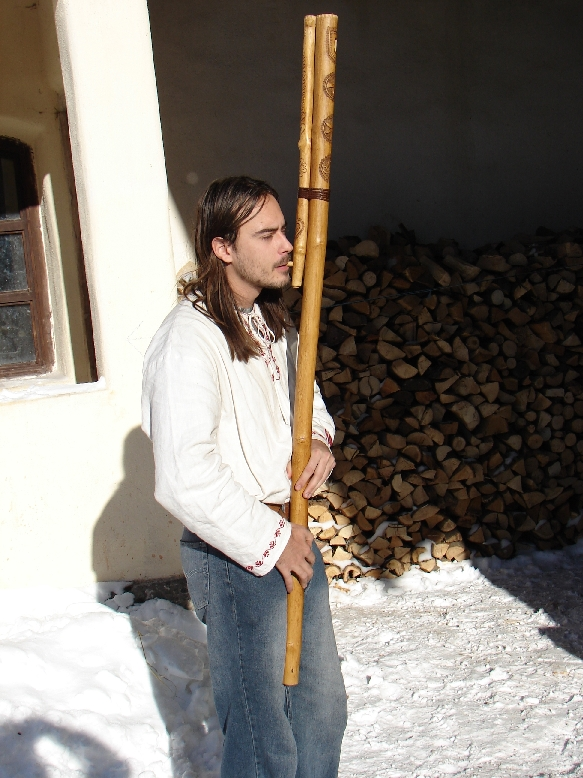
традиционный словацкий деревянный духовой инструмент — Фуяра.

Музыка Словакии — фольклорная музыка словаков и авторские произведения словацких композиторов.

## Традиционнаясловацкаямузыка
Традиционная словацкая музыка состоит из 4 видов музыки:
1. травнице — хоровое пение без инструментов
2. игра на фуяре — традиционном словацком инструменте
3. игра на цимбалах[1]
4. оркестр: игра на скрипках, контрабасе и басе

## Классическая музыка Словакии
Становление профессионального музыкального искусства в эпоху Возрождения связано с культовой христианской музыкой, которая пришла в Словакию с западных стран, прежде всего Нидерландов. Центрами музыкальной культуры становятся города Братислава, Кошице, Банска Быстрица, среди авторов XV—XVI веков Линтнер, Ю. Бановський, в XVII века — Я Шимбрацкьий, С. Заревутиус, С. Боксхорн-Каприкорнус и другие. В их культовых произведениях значительное влияние итальянской и немецкой музыки эпохи барокко, проникли в протестантскую и католическую духовную песню (сборники «Cithara Sanctorum» Ю. Трановського, 1636; «Cantus Catholici» Б. Селеш, 1655).
Начиная со второй половины XVIII века в словацких городах появляются итальянские оперы, немецкие зингшпили, в аристократических салонах Братиславы гастролируют известные музыканты, в том числе И. Гайдн и Вольфганг Амадей Моцарт. Среди чешских композиторов классической эпохи — А. Циммерман, Ф. Тост, Ф. П. Риглер, И. Дружецкий, позднее Г. Клайн и Ф. Зомб
Национальные композиторская школа формируется в XIX веке. Один из её родоначальников — Ян Левослав Белла, автор первой словацкой оперы — «Кузнец Виланд» (на немецком языке, либретто Р. Вагнера).
Наиболее известный из словацких композиторов — Эуген Сухонь, автор национальных опер «Водоворот» и «Святоплук». Среди других известных словацких композиторов XX века — Ян Циккер. Среди известных словацких композиторов XXI века — Петер Махайдик и Владимир Годар.
Среди дирижёров известность получил Ладислав Словак.